# Солонка (Польща)
Солонка (пол. Sołonka) — село в Польщі, у гміні Любеня Ряшівського повіту Підкарпатського воєводства.
Населення — 447 осіб (2011).

## Етнографія
Лінгвісти зараховували українців даної місцевості до замішанців— проміжної групи між лемками і надсянцями.

## Історія
Українці-грекокатолики села поступово зазнавали процесів латинізації та подальшої полонізації, ще до Першої світової війни належали до парафії Близенька Короснянського деканату.
Після Другої світової війни село опинилось на теренах ПНР.
У 1975-1998 роках село належало до Ряшівського воєводства.

## Демографія
Демографічна структура станом на 31 березня 2011 року:
|          | Загалом | Допрацездатний вік | Працездатний вік | Постпрацездатний вік |
| -------- | ------- | ------------------ | ---------------- | -------------------- |
| Чоловіки | 214     | 49                 | 142              | 23                   |
| Жінки    | 233     | 45                 | 134              | 54                   |
| Разом    | 447     | 94                 | 276              | 77                   |